# بیت شاما - العقیدیه
بیت شاما - العقیدیه (به عربی: بیت شاما) یک منطقهٔ مسکونی در لبنان است که در شهرستان بعلبک واقع شده‌است. بیت شاما - العقیدیه ۱٬۰۴۰ متر بالاتر از سطح دریا واقع شده‌است.